# Jucătorii non-A
Jucătorii non-A (1956) (titlu original The Pawns of Null-A) este un roman science fiction scris de A. E. van Vogt. Inițial, a fost serializat în Astounding Stories între octombrie 1948 și ianuarie 1949 sub tiltul The Players of Ā, ceea ce a condus la ideea greșită că apariția cărții datează din 1948, datorită mențiunii copyright-ului.
Cartea încorporează concepte din semantica generală a lui Alfred Korzybski și face referire la logica non-aristoteliană. Ea prezintă continuarea aventurilor lui Gilbert Gosseyn din Lumea non-A, detaliind eventimentele la scară galactică a căror desfășurare a condus la evenimentele interplanetare din precedenta carte.
În 1966 a fost republicază sub titlul The Players of Null-A.

## Sinopsis
Gosseyn încearcă să ajungă pe Venus, dar tentativa sa este sabotată. Mai mult, el este atras într-o capcană și cade în mâinile unui personaj misterios supranumit Discipolul, vizibil sub forma unei distorsiuni energetice. În urma capturării, Gosseyn se trezește transportat pe planeta Gorgzid în trupul lui Ashargin, fiul conducătorului Celui Mai Mare Imperiu, Enro. Din această perspectivă are ocazia să afle despre religia Zeului Adormit, care guvernează imperiul, despre complotul lui Enro de a supune Liga galactică și de a distruge planeta Venus. De asemenea, își dă seama că Patricia Hardie nu este nimeni alta decât Reesha, sora lui Enro.
Încă o dată, sufletul lui Gosseyn călătorește între corpuri și revine în vechiul înveliș. Acesta a fost încarcerat de Discipol pe planeta Yalerta, unde o întâlnește pe prezicătoarea Leej. Cei doi reușesc să evadeze și au o primă întâlnire cu Discipolul, care îi dă de înțeles lui Gosseyn că nu-i poate face față în prezența surselor energetice și că neutralizarea lui trebuie atent calculată. Gosseyn și Leej reușesc să pună mâna pe una dintre navele imperiului, după care protagonistul se trezește din nou aruncat în corpul lui Ashargin.
Noua mutare îl ajută să afle două lucruri: tainele Zeului Adormit și complotul pus la cale de Eldreg Crang - devenit soțul Patriciei - pentru înlăturarea lui Enro și salvarea planetei Venus. Revenit în propriul corp, Gosseyn călătorește pe Venus pentru a-i avertiza pe locuitorii de acolo despre forța armatei lui Enro și a batalionului său de prezicători, în fața cărora apărarea pusă la cale de venusieni este ineficientă. Gosseyn își antrenează în continuare cel de-al doilea creier sub supravegherea doctorului Kair și-i ajută pe venusieni să învingă din nou armatele Celui Mai Mare Imperiu.
O nouă călătorie în trupul lui Ashargin îi permite să afle identitatea Discipolului: acesta este Secoh, preotul templului Zeului Adormit, căruia o serie de evenimente i-au conferit puteri energetice. Gosseyn animă trupul Zeului Adormit - reprezentant al rasei umanoide care a migrat în masă spre galaxia noastră cu milioane de ani în urmă, pentru a scăpa de un cataclism cosmic și din care au evoluat civilizațiile actuale, printre care și pământenii - aducând-l la viață și producând astfel în Secoh un paradox atât de violent, încât îl neutralizează.

## Lista personajelor
- Gilbert Gosseyn - om înzestrat cu capacitatea de a-și folosi al doilea creier, ceea ce-i permite să se deplaseze instantaneu între locații memorizate anterior, să folosească diferite surse de energie și să prezică viitorul
- Enro cel Roșu - conducătorul Celui Mai Mare Imperiu, om dotat cu capacitatea de a "vedea" evenimente care se petrec la mare distanță de el
- Patricia Hardie / Reesha - sora lui Enro
- Eldred Crang - soțul Reeshei și apărător al venusienilor, complotează împotriva lui Enro
- Ashargin - fiul lui Enro, al cărui trup este periodic "posedat" de spiritul lui Gosseyn
- Leej - prezicătoare de pe Yalerta
- Secoh / Discipolul - mare preot în templul Zeului Adormit și principalul dușman al lui Gosseyn
- Dr. Kair - psiholog care îl ajută pe Gosseyn să-și antreneze al doilea creier
- Janasen - funcționar la Institutul de Semantică Generală, agent al Discipolului
- Nirena - soția lui Ashargin
- Yanar - prezicător de pe Yalerta, agent al Discipolului
- Free - comandantul navei spațiale imperiale capturată de Gosseyn și de Leej

## Opinii critice
Van Vogt a declarat că "povestea Jucătorilor este cea mai fantastică și cea mai îndepărtată de această lume pe care am scris-o într-o viață de vise fantastice". SciFiDimensions consideră că romanul "este ancorat puternic în stilul pulp al anilor '40, iar asta l-a făcut să nu îmbătrânească frumos", remarcând că "prezintă concepte științifice aiurite care sunt la limita magiei, personaje bi-dimensionale și o intrigă care șchioapătă". Cu toate acestea, consideră că "este un volum mai bun ca precedentul", lucru apreciat și pe Sevagram: "Jucătorii non-A continuă tradiția [Lumii non-A], dar o face într-un mod mai subtil și printr-o planificare mai bună de la început".

## Continuări
Peste aproape trei decenii, van Vogt avea să publice o continuare a acestei cărți, intitulată Sfârșitul non-A. Mulți critici consideră cartea ca fiind cea mai slabă din serie, iar continuarea autorizată Null-A Continuum ignoră majoritatea evenimentelor prezentate în ea.